# Кривошеенко, Лев Сергеевич
Лев Сергеевич Кривошеенко (17 января 1936, село Пробуждение, Воронежская область, СССР – 11 февраля 2021, Волгоград, Россия) — советский поэт, редактор, член Союза писателей СССР (1964). Проживал в Волгограде.

## Биография
Своей родиной считал Ленинск, где длительное время жили его родители, где родились его братья и сестра. В 1951 году поступил в Камышинский гидромелиоративный техникум, который окончил в 1955 году. Потом служил в Ленинградском военно-инженерном училище. Затем короткое время учился в Литературном институте имени Горького, но решил заняться журналистской деятельностью.
В конце 1950-х — начале 1960-х годов работал в газете Светлоярского района, в многотиражной газете завода «Баррикады», на Волгоградском телевидении — сначала редактором последних известий, а потом редактором молодежного и литературного вещания.
С 1956 года его стихи стали печатать во многих газетах и журналах Поволжья. Известность быстро пришла к молодому и талантливому поэту. В 1964 году его приняли в Союз писателей СССР.
В 1965—1967 годах учился на Высших литературных курсах, а затем пятнадцать лет — с 1970 по 1985 год — работал литконсультантом областной писательской организации, а с 1985 по 1988 год — ответственным секретарем областного общества книголюбов. Но с журналистикой не расстался до конца своей жизни — заведовал отделом писем в газете «Казачий Круг».

## Творчество
Первое стихотворение «Июль» опубликовал в 1952 году в камышинской районной газете «Ленинское знамя». В этом же году дебютировал в областной газете «Молодой ленинец».
Множество стихов посвящено Волгограду. Память о любви поэта к городу на Волге хранит каменная стела на улице Мира — первой восстановленной улице города после войны.
Его стихи переводились на языки народов братских республик СССР, на чешский, польский, арабский. Сам он тоже занимался переводами с армянского (Арамис Саакян), с узбекского (Юсуф Шомансур), с калмыцкого (Морхаджи Нормаев).
Автор книг «Бронзовые облака» (1960), «Излучина» (1964), «Позывные земли» (1970), «Радуга над Волгой» (1973), «Возможны грозы» (1979), «Высота 102» (1983), «Твой праздник» (2000), «Земляне» (2005) и других. Публиковался в журналах «Волга», «Дон», «Звезда», «Звезда Востока», «Молодая гвардия», «Нева», «Новый мир», «Отчий край», «Радуга», «Советский воин», «Юность» и других изданиях.

## Награды
- знак «За культурное шефство над Вооруженными Силами»;
- лауреат Всероссийской литературной премии «Сталинград» (1998);
- лауреат государственной премии Волгоградской области (2008).

## Семья
Супруга – Людмила Васильевна Новицкая. Дочь — Светлана, сын — Сергей Новицкий, волгоградский журналист.